# Eleição para o Senado federal por Illinois em 2010
A eleição para o Senado dos Estados Unidos pelo estado americano do Illinois em 2010  aconteceu no dia 2 de novembro de 2010.

## Primária Democrata

### Candidatos
- Alexi Giannoulias, tesoureiro de Illinois.
- David Hoffman, inspector geral de Chicago.
- Cheryle Jackson, presidente da Liga Urbana de Chicago.
- Robert Marshall, médico.
- Jacob Meister, advogado.Saiu dois dias antes da eleição e aprovado Giannoulias, mas seu nome permaneceu no escrutínio.

### Resultados
| Candidato         | Afiliado  | Votos           | Resultado |
| Alexi Giannoulias | Democrata | 351.120 (38.9%) | Eleito    |
| David Hoffman     | Democrata | 303.719 (33.7%) | Derrotado |
| Cheryle Jackson   | Democrata | 178.941 (19.8%) | Derrotado |
| Robert Marshall   | Democrata | 51.606 (5.7%)   | Derrotado |
| Jacob Meister     | Democrata | 16.232 (1.8%)   | Derrotado |

## Primária Republicana

### Candidatos
- John Arrington, ex-vereador de Alderman.
- Patrick Hughes
- Mark Kirk, representante do 10 º distrito de Illinois.
- Donald Lowery, o ex-juiz.
- Andy Martin
- Kathleen Thomas, professor.

### Resultados
| Candidato       | Afiliado    | Votos           | Resultado |
| Mark Kirk       | Republicano | 419.149 (56.6%) | Eleito    |
| Patrick Hughes  | Republicano | 142.522 (19.3%) | Derrotado |
| Donald Lowery   | Republicano | 66.173 (8.9%)   | Derrotado |
| Kathleen Thomas | Republicano | 53.914 (7.3%)   | Derrotado |
| Andy Martin     | Republicano | 37,359 (5.0%)   | Derrotado |
| John Arrington  | Republicano | 21,016 (2.8%)   | Derrotado |

## Eleição Geral

### Candidatos
- Alexi Giannoulias (D)
- Mark Kirk (R)
- LeAlan Jones (V)

### Resultados
| Eleição para o senado de Illinois em 2010 | Eleição para o senado de Illinois em 2010 | Eleição para o senado de Illinois em 2010 | Eleição para o senado de Illinois em 2010 | Eleição para o senado de Illinois em 2010 | Eleição para o senado de Illinois em 2010 |
| Partido                                   | Candidato                                 | Votos                                     | %                                         |                                           |                                           |
| Republicano                               | Mark Kirk                                 | 1.765.594                                 | 48,20%                                    |                                           |                                           |
| Democrata                                 | Alexi Giannoulias                         | 1.694.093                                 | 46,25%                                    |                                           |                                           |
| Verde                                     | LeAlan Jones                              | 116.685                                   | 3,18%                                     |                                           |                                           |
| Partido Libertário (Estados Unidos)       | Michael Labno                             | 86.325                                    | 2,35%                                     |                                           |                                           |
| Total                                     | Total                                     | 3.662.697                                 | 100%                                      |                                           |                                           |
| ----------------------------------------- | ----------------------------------------- | ----------------------------------------- | ----------------------------------------- | ----------------------------------------- | ----------------------------------------- |